# Wiesen am Floßgraben
Wiesen am Floßgraben este o arie protejată (arie specială de conservare — SAC, sit de importanță comunitară — SCI) din Germania întinsă pe o suprafață de 38,19 ha, integral pe uscat.

## Localizare
Centrul sitului Wiesen am Floßgraben este situat la coordonatele 51°32′28″N 13°36′00″E / 51.5411°N 13.6°E.

## Înființare
Situl Wiesen am Floßgraben a fost declarat sit de importanță comunitară în martie 2004.

## Biodiversitate
Situată în ecoregiunea continentală, aria protejată conține 2 habitate naturale: Pajiști cu Molinia pe soluri calcaroase, turboase sau argilos-nămoloase (Molinion caeruleae), Fânețe de joasă altitudine (Alopecurus pratensis, Sanguisorba officinalis).
La baza desemnării sitului se află un număr nedeclarat de specii protejate.